# Harry V. Jaffa
Harry Victor Jaffa (n. 7 octombrie 1918, New York City, New York, SUA – d. 10 ianuarie 2015, Pomona, California, SUA) a fost un filozof, istoric, editor și profesor american. A fost profesor emerit al Colegiului Claremont McKenna⁠(d) și al Universității Claremont Graduate⁠(d), respectiv cercetător eminent al Institutului Claremont⁠(d). Robert P. Kraynak declara că și-a dedicat întreaga carieră „dezvoltării unei modalități de aplicare în context american a renașterii filozofiei dreptului natural propuse de Leo Strauss ca antidot la relativismul și nihilismul vremurilor noastre”.
Jaffa a scris despre numeroase subiecte: de la Aristotel și Toma d'Aquino până la Abraham Lincoln, Winston Churchill și dreptul natural. Lucrările sale au fost publicate în Claremont Review of Books⁠(d), Review of Politics, National Review și New York Times. Cea mai cunoscută lucrare a sa - intitulată Crisis of the House Divided: An Interpretation of the Issues in the Lincoln-Douglas Debates (1959) - a fost descrisă drept cea mai bună lucrare care analizează cariera lui Lincoln.
Jaffa a influențat dezvoltarea mișcării conservatoare americane și a dezbătut alături de numeroși gânditori conservatori precum Russell Kirk, Richard M. Weaver⁠(d) și Willmoore Kendall⁠(d) fondarea Statelor Unite și cariera președintelui Abraham Lincoln. Acesta a dezbătut constituționalismul american împreună cu Robert Bork. A încetat din viață în 2015.

## Biografie
Jaffa s-a născut în New York City pe 7 octombrie 1918, fiul lui Arthur Solomon Jaffa și al Francesei Landau Jaffa. Al doilea său prenume reprezintă o trimitere la Primul Război Mondial care s-a încheiat în anul nașterii sale. Familia sa era de origine evreiască. Acesta și-a obținut licența în literatură engleză în cadrul Universității Yale și doctoratul în filozofie politică în cadrul The New School for Social Research⁠(d). În perioada doctoratului, a descoperit o copie a dezbaterilor Lincoln-Douglas într-un anticariat și a devenit interesat de Lincoln.
Jaffa a fost unul dintre primii doctoranzi ai lui Leo Strauss. Teza sa despre Aristotel și Toma d'Aquino a fost publicată sub titlul Tomism and Aristotelism. Acesta susținea că credința creștină a lui Aquino a influențat modul în care l-a abordat pe Aristotel. Alasdair MacIntyre⁠(d) îi descrie cartea ca fiind „o lucrare clasică minoră care a fost pe nedrept neglijată”.

## Cariera
Jaffa a predat la Ohio State din 1951 până în 1964 înainte să devină profesor la Claremont.

### Fondarea Statelor Unite
Jaffa considera că întemeietorii Statelor Unite - inclusiv Thomas Jefferson, James Madison și George Washington - au fundamentat națiunea pe principii politice care se regăsesc în operelor a numeroși filozofi de la Aristotel la Locke. Deși avea convingerea că guvernele sunt înființate cu scopul de a proteja drepturile oamenilor, acesta a recunoscut că acestea înclină spre scopuri mai superioare (e.g. fericirea). Declarația de independență spune:
De fiecare dată când o formă de guvernământ devine distrugătoare pentru aceste scopuri [viața, libertatea și căutarea fericirii], este dreptul poporului să o modifice sau abolească și să întemeieze un nou guvern, fundamentându-l pe aceste principii și organizându-i puterile în așa fel încât să fie potrivite pentru înfăptuirea securității și fericirii lor.
Jaffa subliniază faptul că securitatea și fericirea sunt principalele virtuți ale vieții politice aristotelice în Politica. De asemenea, menționează că articolul 43⁠(d) din Federalist Papers declară că securitatea și fericirea sunt obiectivele tuturor instituțiilor politice, iar discursul inaugural al lui George Washington consolidează legătura dintre fericirea omului și guvernământ.

### Abraham Lincoln
Jaffa a redactat două cărți care abordează exclusiv cariera lui Abraham Lincoln. Primul sa lucrare - Crisis of the House Divided: An Interpretation of the Issues in the Lincoln-Douglas Debates - a fost scrisă în 1959. Patruzeci de ani mai târziu, a publicat A New Birth of Freedom: Abraham Lincoln and the Coming of the Civil War. De asemenea, Jaffa a scris o serie de eseuri despre Lincoln pentru Institutul Claremont, National Review și alte reviste academice. Înainte de Jaffa, majoritatea cercetătorilor conservatori - inclusiv M. E. Bradford⁠(d), Russell Kirk și Willmoore Kendall - considerau că președinția lui Lincoln a coincis cu o creștere substanțială a puterii guvernului federal și limitarea drepturilor individuale.
Concomitent, Jaffa consideră că Declarația de Independență și Constituția Statelor Unite sunt dependente una de cealaltă prin faptul că cea din urmă are menirea de a păstra principiile primei. Această convingere a fost puternic criticată de cercetătorii în drept, în special de Robert Bork.

## Lucrări
- Thomism and Aristotelianism, (Chicago: University of Chicago Press, 1952).
- Crisis of the House Divided: An Interpretation of the Issues in the Lincoln-Douglas Debates, (Chicago: University of Chicago Press, 1959).
- How to Think about the American Revolution: A Bicentennial Cerebration (Carolina Academic Press, 1978).
- Original Intent & the Framers of the Constitution, (Washington, D.C.: Regnery Publishing, Inc., 1994).
- Shakespeare's Politics, ed. by Harry V. Jaffa and Allan Bloom (Chicago: University of Chicago Press, 1996).
- Storm Over the Constitution, (Lanham: Lexington Books, 1999).
- A New Birth of Freedom, (Lanham: Rowman & Littlefield Publishers, Inc., 2000).
- The Rediscovery of America (Rowman & Littlefield, 2019) [25]